# Lilla Skålltjärnet
Lilla Skålltjärnet är en sjö i Eda kommun i Värmland och ingår i Göta älvs huvudavrinningsområde. Sjöns area är 0,028 kvadratkilometer och den är belägen 172 meter över havet.